# کارلایل (ایلینوی)
کارلایل، ایلینوی (به انگلیسی: Carlyle, Illinois) یک شهر در ایالات متحده آمریکا است که در ایلی‌نوی واقع شده‌است.

## موقعیت جغرافیایی
موقعیت جغرافیایی شهرها و مناطق اطراف به شرح زیر است: